# Corydon (Indiana)
Pour les articles homonymes, voir Corydon.
La ville de Corydon se situe dans le sud de l'État de l'Indiana aux États-Unis. Sa population s’élevait à 3 122 habitants lors du recensement de 2010, estimée à 3 163 habitants en 2016.

## Histoire
Corydon a été la capitale de l'État de l’Indiana du 1er mai 1813 au 11 décembre 1816, avant que la capitale soit déplacée à Indianapolis. Le 9 juillet 1863, durant la guerre de Sécession, la ville a été le cadre de la bataille de Cory son, remportée par les Confédérés.

## Démographie
| Groupe            | Corydon | Indiana | États-Unis |
| ----------------- | ------- | ------- | ---------- |
| Blancs            | 96,7    | 84,3    | 72,4       |
| Métis             | 1,2     | 2,0     | 2,9        |
| Autres            | 1,0     | 2,7     | 6,4        |
| Afro-Américains   | 0,7     | 9,1     | 12,6       |
| Amérindiens       | 0,2     | 0,3     | 0,9        |
| Asiatiques        | 0,2     | 1,6     | 4,8        |
| Total             | 100     | 100     | 100        |
|                   |         |         |            |
| Latino-Américains | 2,6     | 6,0     | 16,7       |

Selon l'American Community Survey, pour la période 2011-2015, 97,69 % de la population âgée de plus de 5 ans déclare parler anglais à la maison, alors que 1,17 % déclare parler le français et 1,14 % l'espagnol.

## Source
- (en) Cet article est partiellement ou en totalité issu de l’article de Wikipédia en anglais intitulé « Corydon, Indiana » (voir la liste des auteurs).

1. ↑  (en) « Corydon, IN Population - Census 2010 and 2000 », sur censusviewer.com.
2. ↑  (en) « Population of Indiana - Census 2010 and 2000 », sur censusviewer.com.
3. ↑  (en) « Language spoken at home by ability to speak English for the population 5 years and over », sur factfinder.census.gov.